# مارك نيلسون
مارك نيلسون (بالإنجليزية: Mark Nelson)‏ (9 أغسطس 1969 في المملكة المتحدة - ) هو لاعب كرة قدم بريطاني في مركز الدفاع. لعب مع هاميلتون أكاديميكال ونادي دمبرتون ونادي ستنهاوسموير ونادي أردريونيانز ونادي ألوا أثليتيك.